# アメリカなんて大きらい!
『アメリカなんて大きらい!』（アメリカなんてだいきらい）は、『モーニング』で連載されていた高梨みどりによる漫画。

## 概要
アメリカ同時多発テロ事件を軸に銃社会、人種差別、ギャンブル、貧富の格差、アメリカ先住民などの現代のアメリカ合衆国の様々な側面を描いた作品である。
作中にカメラの話題が登場し、カメラ用語やカメラの撮影技術に関する話が出てくる。
ストーリーで訪れたアメリカの地域はニューヨーク州ニューヨーク、ニュージャージー州北部、マサチューセッツ州、メイン州ナイフル・ワース、コネティカット州マシャンタケット、ペンシルベニア州ランカスターなど、アメリカ東海岸が中心である。

## あらすじ
緒方舞子はアメリカ旅行中に行方不明になった恋人を探すため、退職してアパートも引き払って、アメリカに来た。恋人の父親とともに、恋人が残した日記や写真を手がかりに、恋人の足取りを追う。

## 登場人物
緒方舞子（）
行方不明になった恋人を探すため、アメリカに来た。空手を習得している。
橘光（）
プロのカメラマンを目指している。舞子の恋人。アメリカで写真撮影をするための旅行中に行方不明になる。幼い頃から難聴気味で、カメラに夢中になると何も聞こえなくなってしまう。
橘譲治（）
橘光の父親。中古カメラ店を経営している。カメラの買い付けのために外国のカメラ市を回っているため、外国事情に詳しい。
袴田仁（）
橘譲治の友人。ニューヨーク在住。舞子の長期滞在ビザのための保証人になった。
リタ
袴田仁の妻。ギリシャのアテネ出身。
ジェモール
黒人のリポマン。元ストリートギャング。
ハンク
エア・ナショナル・ガードのパイロット。銃に執着のある人物。
野田建二（）
アメリカ中を旅している日本人。
ジョン・ギャングスス（Jon Gangsass）
ナイフル・ワースでウニ漁業をしているノルウェー人だが、周囲からは嫌われ者。
なおジョン・ギャングススは英語読みで、ノルウェー語読みではヨーン・ガンサスである。
クロケット
ナイフル・ワースの灯台守。
エル
アメリカ先住民の娘。インディアン・カジノのディーラー。父親がカジノの賭けで負けて、馬や牧場を取り上げられている。
チャールズ
英国出身のお金持ち。エルの父親にカジノの賭けで勝って、馬や牧場を取り上げた人物。
ローアン
アーミッシュ出身の娘。2年前に村を出たっきり戻っていない。
キム
ニュージャージー州のレストラン「フーターズ」のウェイター。
メリッサ
ニューヨークの地下鉄の駅でジミ・ヘンドリックスのようなギターの弾きをして歌ったり、教会で911テロ被害の募金活動をやったりしている。
ザック
レストラン「フーターズ」の客。メリッサの兄。2年前に交通事故死した。ワールドトレードセンター106 - 107階のレストランに勤務している友人のツテで、2001年9月11日朝に光をワールドトレードセンターの106 - 107階に案内した。